# ルディ・ツェルネ
ルディ・ツェルネ（ドイツ語: Rudi Cerne, 1958年9月26日- ）は、旧西ドイツ出身の男性フィギュアスケート選手（男子シングル）。

## 経歴
- 1984年ヨーロッパフィギュアスケート選手権で準優勝。
- 1984年サラエボオリンピックオリンピックに出場し4位。オリンピック後に引退。
- 引退後はプロ転向。コーチとしても活動。1987年からはZDF、西部ドイツ放送の解説者、リポーターを務めた。
- 1992年にプロスケーター及びコーチからドイツ公共放送連盟(ARD)のスポーツ記者、解説者に転身し、1996年にZDFに移籍。夜7時のニュース番組ホイテのスポーツコーナーのみならず、朝のニュースでもキャスターを務め、五輪の度にZDFのオリンピック番組の司会及び冬季五輪では解説者としても活動している。また、2002年からはサッカーワールドカップのリポーターも務める。
- 2002年からZDFのAktenzeichen XY … ungelöst (『未解決事件』の意。1967年から続く長寿番組）の司会者を務め、幅広い視聴者に知られている。

## トリヴィア
- 職人だった父親は第二次大戦前に趣味でフィギュアスケートをしていたが、戦争で脚を切断し、スケートを行えなくなった。
- 1978年にドイツ赤軍のリーダーであるクリスチャン・クラーと間違えられ、デュッセルドルフ空港で拘束されたことがある。

## 主な戦績
| 大会             | 1969-70 | 1970-71 | 1971-72 | 1972-73 | 1973-74 | 1974-75 | 1975-76 | 1976-77 | 1977-78 | 1978-79 | 1979-80 | 1980-81 | 1981-82 | 1982-83 | 1983-84 |
| ---------------- | ------- | ------- | ------- | ------- | ------- | ------- | ------- | ------- | ------- | ------- | ------- | ------- | ------- | ------- | ------- |
| オリンピック     |         |         |         |         |         |         |         |         |         |         | 13      |         |         |         | 4       |
| 世界選手権       |         |         |         |         |         |         |         |         | 14      |         | 11      |         | 15      | 10      | 5       |
| 欧州選手権       |         |         |         |         |         |         |         |         | 7       |         | WD      |         | 4       | 7       | 2       |
| 西ドイツ選手権   | 1 J.    | 1 S.    | 4       | 4       | 5       | 6       | 4       | 4       | 1       |         | 1       | 2       | 2       | 3       | 3       |
| スケートアメリカ |         |         |         |         |         |         |         |         |         |         |         |         |         |         | 2       |
| NHK杯            |         |         |         |         |         |         |         |         |         |         |         |         |         | 6       |         |
| ネーベルホルン杯 |         |         |         |         |         |         |         | 3       |         |         |         | 3       |         |         |         |

- (J)はジュニア, (S)はシニア
- WD = 棄権